# Квиртия, Нугзар Валерьевич
Нугзар Валерьевич Квиртия (груз. ნუგზარ ვალერის ძე კვირტია; род. 16 сентября 1984, Тбилиси) — грузинский и российский футболист, полузащитник.

## Биография
В начале 1990-х годов вместе с семьёй переехал в Москву. Воспитанник московской Футбольной школы молодёжи.
В 2000 году начал карьеру в молодёжном составе «Динамо» Тбилиси. Возвращаясь из Грузии в Россию, хотел подписать контракт с московским «Спартаком». Но из-за полученных травм не смог вовремя восстановиться и в итоге подписал контракт с «Химками».
Присоединился к «Химкам» в августе 2002 года. В полуфинале зимнего кубка вышел на замену и забил два мяча против команды РФПЛ «Сатурн» (4:3). Забил 3 мяча во втором сезоне за клуб. В 2004—2006 годах выступал в любительском первенстве за «Зоркий». В 2007 году дебютировал в профессиональных соревнованиях в составе клуба «Рязань», игравшего во втором дивизионе, в следующих сезонах выступал за «Зеленоград» и «Знамя Труда».
7 июля 2009 года Квиртия подписал двухлетний контракт с клубом АЗАЛ. Дебютировал в Премьер-лиге Азербайджана против «Нефтчи» Баку 16 августа 2009 года. Первый гол в чемпионате забил 27 сентября 2009 года в ворота «Турана».
В конце 2010 года ФК «Габала» интересовался им, но АЗАЛ не продал его. Следующий сезон 2010/11 для Квиртии был одним из лучших; АЗАЛ попал в первую шестёрку. В четвертьфинале Кубка Азербайджана забил на 43 минуте, а клуб вышел в полуфинал.
После незначительной травмы вернулся 16 октября 2010 года в матче против «Интера» Баку, вышел, когда счёт был 0:0, сделал голевую передачу, а затем забил сам. С 2009 по 2012 год сыграл 100 официальных матчей во всех соревнованиях за АЗАЛ.
В сезоне 2010/11 помог команде выйти в отборочный раунд Лиги Европы УЕФА. 30 июля 2011 года дебютировал в Лиге Европы против ФК «Минск», когда вышел на замену на 71-й минуте.
Осенью 2012 года играл в Азербайджане за «Туран», который возглавил бывший тренер АЗАЛа Аскер Абдуллаев, команда выступала очень удачно несмотря на маленький бюджет, в декабре расторг контракт из-за задержки зарплаты.
В 2014 году подписал однолетний контракт с ФК «Гурия». 2 марта 2014 года дебютировал в чемпионате против ФК «Цхинвали».
В сезоне 2013/2014 Тарлан Ахмедов, главный тренер АЗАЛа, хотел вернуть Квиртия, но он переехал в Тунис.
7 августа 2014 года Квиртия подписал двухлетний контракт с «Эсперансом» Джарджис, став первым грузинским профессиональным футболистом в тунисском чемпионате. Дебютировал 19 августа 2014 года, выйдя на замену на 78-й минуте.
28 июля Квиртия вернулся в АЗАЛ. 2 октября забил свой первый гол в чемпионате.
В сезоне 2015/2016 Квиртия стал лучшим бомбардиром команды с 7 голами в чемпионате. В следующем сезоне снова стал лучшим бомбардиром команды, которая вылетела из высшего дивизиона. В сезоне 2017/18 Квиртия решил остаться в команде и помочь вернуться в элиту. Стал лучшим бомбардиром, а команда завоевала бронзовые медали, но из за финансовых проблем не смогла перейти в элиту.

## Деятельность
Нугзар активно ведёт свой YouTube канал (Urban Kings Azerbaijan), где снимает обзоры, обучения, челленджи и коллаборации с другими блогерами. Квиртия стал официальным послом турнира Red Bull Neymar Jr’s Five в Азербайджане (2018).
В 2018 году, завершив профессиональную карьеру футболиста, Нугзар стал официальным ключевым лидером в Азербайджане от всемирной ассоциации The World Freestyle Football Association (WFFA) и развивает уличный футбол и футбольный фристайл в стране.
12 ноября 2019 года Нугзар стал официальным футбольным фристайлером УЕФА ЕВРО 2020. Квиртия вошёл в 24 лучших футбольных фристайлеров Европы и будет представлять город Баку как один из городов хозяек турнира ЕВРО 2020.

## Достижения
Командные
АЗАЛ
- Бронзовый призёр первого дивизиона чемпионата Азербайджана: 2018

Личные
- Лучший игрок межнациональной лиги: 2006
- Лучший бомбардир межнациональной лиги: 2006

## Личная жизнь
Отец, Валерий Квиртия (род. 1957), тоже был футболистом, выступал во второй лиге СССР и чемпионате Грузии за клубы «Скури» (Цаленджиха), «Колхети» (Хоби), «Гурия» (Ланчхути). Мать Римма работает поваром. Есть сестра Нино.
Супруга Инна (девичья фамилия - Иванова) — известная в Азербайджане модель. В 2016 году родилась дочь Габриэлла.

## Статистика выступлений

### Клубная
| Клуб                | Сезон   | Лига                              | Лига | Лига | Национальный кубок | Национальный кубок | Международные | Международные | Другое | Другое | Всего | Всего |
| Клуб                | Сезон   | Лига                              | Игры | Голы | Игры               | Голы               | Игры          | Голы          | Игры   | Голы   | Игры  | Голы  |
| ------------------- | ------- | --------------------------------- | ---- | ---- | ------------------ | ------------------ | ------------- | ------------- | ------ | ------ | ----- | ----- |
| Рязань              | 2006/07 | Второй дивизион ПФЛ               | 18   | 1    | 1                  | 0                  | —             | —             | —      | —      | 19    | 1     |
| Зеленоград          | 2007/08 | Второй дивизион ПФЛ               | 30   | 2    | 2                  | 1                  | —             | —             | —      | —      | 32    | 3     |
| Знамя Труда         | 2008/09 | Второй дивизион ПФЛ               | 12   | 1    | 0                  | 0                  | —             | —             | —      | —      | 12    | 1     |
| АЗАЛ                | 2009/10 | Премьер Лига Азербайджана         | 30   | 2    | 6                  | 0                  | —             | —             | —      | —      | 36    | 2     |
| АЗАЛ                | 2010/11 | Премьер Лига Азербайджана         | 27   | 1    | 4                  | 1                  | —             | —             | —      | —      | 31    | 2     |
| АЗАЛ                | 2011/12 | Премьер Лига Азербайджана         | 28   | 2    | 3                  | 1                  | 2             | 0             | —      | —      | 33    | 3     |
| АЗАЛ                | Всего   | Всего                             | 216  | 32   | 18                 | 2                  | 2             | 0             | 3      | 2      | 239   | 39    |
| Туран (Товуз)       | 2012/13 | Премьер Лига Азербайджана         | 8    | 0    | 0                  | 0                  | —             | —             | —      | —      | 8     | 0     |
| Гурия               | 2013/14 | Эровнули лига                     | 12   | 0    | 0                  | 0                  | —             | —             | —      | —      | 12    | 0     |
| Эсперанс (Джарджис) | 2014/15 | Чемпионат Профессиональной Лиги 1 | 6    | 0    | 0                  | 0                  | —             | —             | —      | —      | 6     | 0     |
| АЗАЛ                | 2015/16 | Премьер Лига Азербайджана         | 33   | 7    | 0                  | 0                  | —             | —             | 3      | 1      | 36    | 8     |
| АЗАЛ                | 2016/17 | Премьер Лига Азербайджана         | 26   | 3    | 1                  | 0                  | —             | —             | —      | —      | 27    | 3     |
| АЗАЛ                | Всего   | Всего                             | 85   | 10   | 1                  | 0                  | -             | -             | -      | -      | 89    | 11    |
| АЗАЛ                | 2017/18 | Первый Дивизион Азербайджана      | 27   | 8    | 1                  | 0                  | —             | —             | —      | —      | 28    | 8     |
| Всего               | Всего   | Всего                             | 328  | 50   | 20                 | 4                  | 2             | 0             | 6      | 3      | 356   | 58    |